# 酒皶
酒皶（しゅさ、Rosacea）とは、顔に生じる皮膚疾患のひとつ。酒焼けとも呼ばれる。
日光、ストレス、寒暖や風、運動、化粧品などがきっかけとなりやすい。治療は軽症から中等症では、第一選択はメトロニダゾール（抗菌薬）やアゼライン酸。きっかけを避け、日光から防御し、ステロイドの使用は避ける。

## 症状

酒皶の症状が現れやすい部位。

顔がほてり、鼻や頬の血管が炎症を起こし、真っ赤になるように見える。脂腺、汗腺の疾患とされている。浮腫を伴うこともある。

## 原因
きっかけとなりやすいのは以下。
- 日光 81%
- 精神的ストレス 79%
- 猛暑 75%
- 風 57%
- 激しい運動 56%
- アルコール52%
- 寒い天気 46%
- 香辛料 45%
- 特定の化粧品46%
- 熱い飲料 36%

## 診断
担当は皮膚科である。
診断は発疹の典型的な外観に基づいて下され、特別な検査法はない。最初に症状が現れたときの年齢（典型的には30 - 50歳）と、黒色面疱や白色面疱がみられないことが、にきびとの区別に役立つ。
酒皶様皮膚炎は、酒皶に適した医薬品の保険適応がないため脂漏性皮膚炎や接触性皮膚炎として診断してステロイド外用薬やタクロリムス（局所カルシニューリン阻害剤）を処方し連用している最中に生じることがある。

## 治療
- 紫外線防御策：日焼け止め、帽子など[2]。
- きっかけを避ける：極端な暑さ・寒さ、紫外線、香辛料、アルコール、運動など[3]。
- ステロイドの使用は避ける[3]。

軽症から中等症では、第一選択はメトロニダゾール（抗菌薬）やアゼライン酸。中等症から重症で最初の治療に反応がない場合、ドキシサイクリン（抗生物質）を追加。
アゼライン酸は、日本では医薬品としては未承認の、小麦など穀類や酵母に含まれる成分で、抗菌、皮脂分泌抑制、抗炎症作用、角化異常の抑制作用があり商品名DRX AZAとして、病院専用の化粧品に配合され販売されている。
2015年のコクランレビューでは、ドキシサイクリン 40 mg （抗生物質）が有効だという質の高い証拠がある。低用量イソトレチノイン（ビタミンA誘導体、日本で未承認）はドキシサイクリン 50-100 mg よりもわずかに効果的であるという質の高い証拠がある。ミノサイクリン 45 mg （抗生物質）が 丘疹膿疱性酒皶 に有効であるという質の低い証拠がある。 菌が薬剤耐性を持つ場合には、丘疹膿疱性にイソトレチノインが使われる場合があり、その場合には催奇形性のため避妊が必要となる。
ブリモニジン（α遮断薬）の塗布薬も治療薬として使用される(日本では未承認）。
医療品質のマヌカハニー（ハチミツ）は1つのランダム化比較試験で、69名で1日2回ハチミツを塗布するか偽薬の塗布かに分かれ、偽薬に比して有効であった。

## 疫学

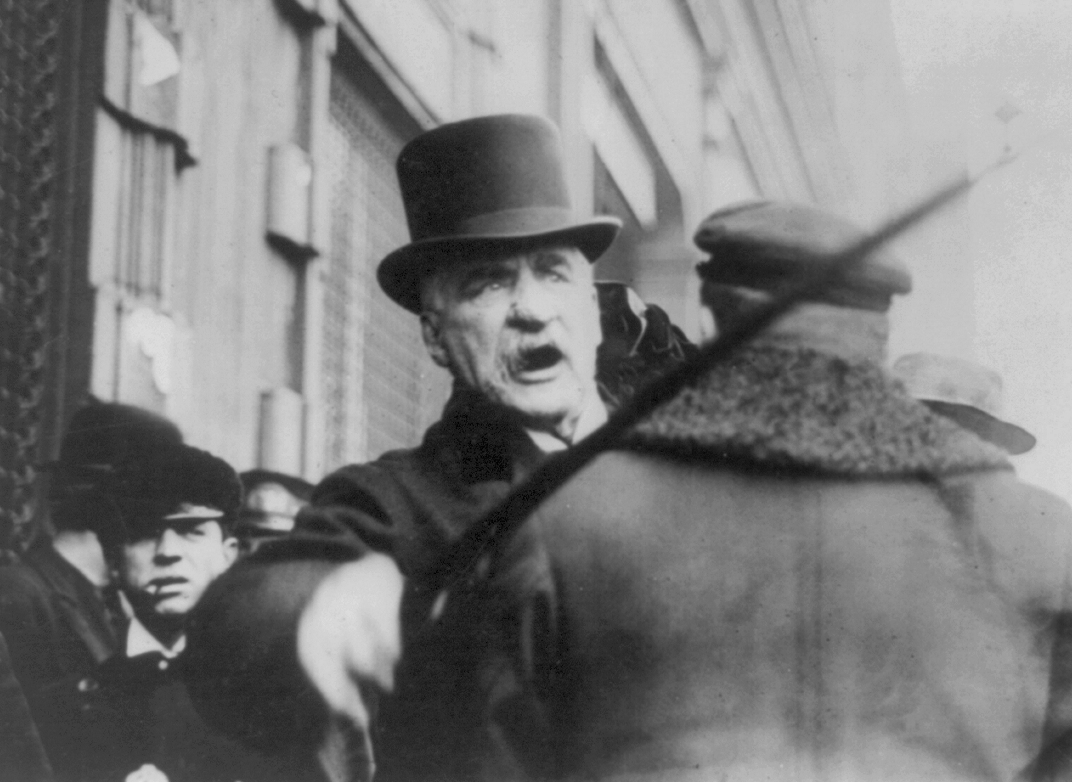
写真家を非難するジョン・モルガン。彼は酒皶による醜い鼻のため写真を撮られるのを嫌っていた。

病院で酒皶の診断を受けた患者における認知症のハザード比は 1.42 (95%CI=1.17-1.72) で、アルツハイマー型認知症のハザード比は 1.92 (95%CI=1.44-2.58) と報告されている。酒皶は、認知症（特にアルツハイマー型）と有意に関連している。